# Aérodrome de Raroia
L'aérodrome de Raroia (code IATA : RRR • code OACI : NTKO) se trouve sur l'atoll de Raroia dans l'archipel des Tuamotu en Polynésie française, non loin de l'île de Takume.

## Situation
| Nengo-Nengo Marutea-Sud Nukutepipi Ahe Anaa Apataki Arutua Hiva Oa Bora-Bora Tahiti-Fa'a'ā Faaite Fakarava Fangatau Hao Fakahina Hikueru Huahine Kaukura Katiu Kauehi Makemo Manihi Mataiva Maupiti Moorea Napuka Niau Nuku Hiva Nukutavake Puka-Puka Pukarua Raiatea Raivavae Rangiroa Raroia Reao Rimatara Rurutu Takapoto Takaroa Takume Tatakoto Tikehau Totegegie Tubuai Tureia Ua Huka Ua Pou Vahitahi |

## Compagnies aériennes et destinations
Air Tahiti est la seule compagnie régulière à desservir l'aéroport [réf. nécessaire].

## Statistiques
Pour des raisons techniques, il est temporairement impossible d'afficher le graphique qui aurait dû être présenté ici.

Voir la requête brute et les sources sur Wikidata.
| Année | Passagers |
| ----- | --------- |
| 2009  | 3 116     |
| 2010  | 3 367     |
| 2011  | 2 496     |
| 2012  | 1 975     |
| 2013  | 2 297     |
| 2014  | 2 846     |
| 2015  | 2 876     |